# Straight Out of Hell
Straight Out Of Hell, album niemieckiej grupy heavymetalowej Helloween, wydany w 2013 roku.

## Lista utworów
1. "Nabataea" - 7:03
2. "World Of War" - 4:56
3. "Live Now!" - 3:10
4. "Far From The Stars" - 4:41
5. "Burning Sun" - 5:53
6. "Waiting For The Thunder" - 3:53
7. "Hold Me In Your Arms" - 5:10
8. "Wanna Be God" - 2:02
9. "Straight Out Of Hell" - 4:33
10. "Asshole" - 4:09
11. "Years" - 4:22
12. "Make Fire Catch The Fly" - 4:22
13. "Church Breaks Down" - 6:06